# Morris megye (Kansas)
Morris megye az Amerikai Egyesült Államokban, azon belül Kansas államban található. Megyeszékhelye és legnagyobb városa Council Grove. Lakosainak száma 5386 fő (2020. április 1.). Morris megye Geary, Chase, Wabaunsee, Lyon, Marion és Dickinson megyékkel határos.

## Népesség
A megye népességének változása:
| Lakosok száma | 5913 | 5865 | 5870 | 5741 | 5645 | 5386 |
|               | 2010 | 2011 | 2012 | 2013 | 2015 | 2020 |